# Duffield Castle (slott i Storbritannien)
Duffield Castle är ett slott i Storbritannien.   Det ligger i grevskapet North Yorkshire och riksdelen England, i den centrala delen av landet, 260 km norr om huvudstaden London. Duffield Castle ligger 5 meter över havet.
Terrängen runt Duffield Castle är mycket platt. Runt Duffield Castle är det ganska tätbefolkat, med 134 invånare per kvadratkilometer. Närmaste större samhälle är York, 16,9 km nordväst om Duffield Castle. Trakten runt Duffield Castle består till största delen av jordbruksmark.